# Bold (Royaume-Uni)
Pour les articles homonymes, voir Bold.
Bold est une paroisse civile du Merseyside, en Angleterre.